# سجاد عاشوري
سجاد عاشوري (بالفارسية: سجاد آشوری) هو لاعب كرة قدم إيراني في مركز الهجوم، ولد في 1992 في قائم شهر في إيران. لعب مع نادي داماش طهران.

## وصلات خارجية
- الموقع الرسمي
- سجاد عاشوري على موقع قاعدة بيانات كرة القدم.إي يو (الإنجليزية)
- سجاد عاشوري على موقع Soccerway.com (الإنجليزية)